# Spinvis

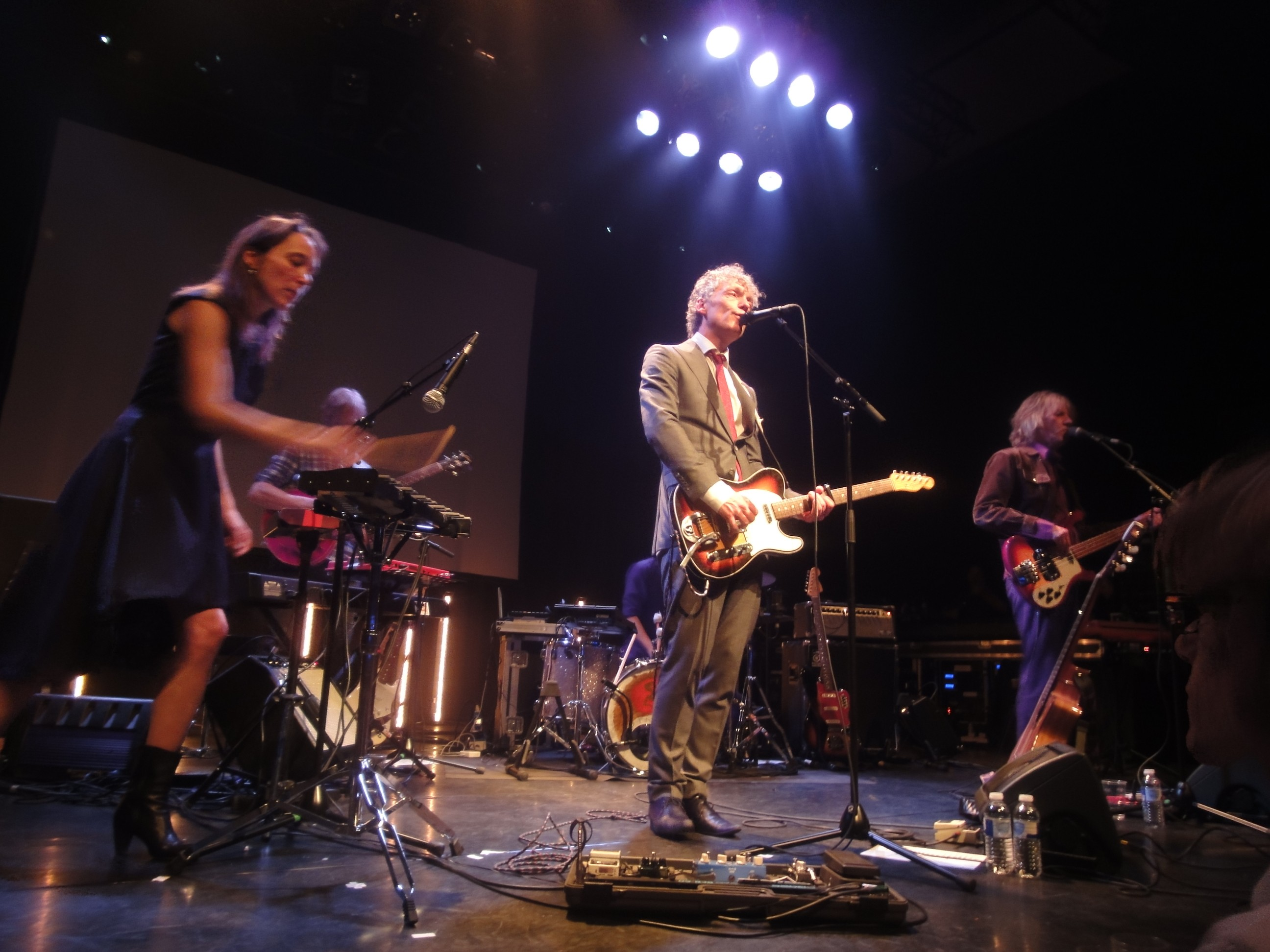
Optreden bij het Paard van Troje (2012)

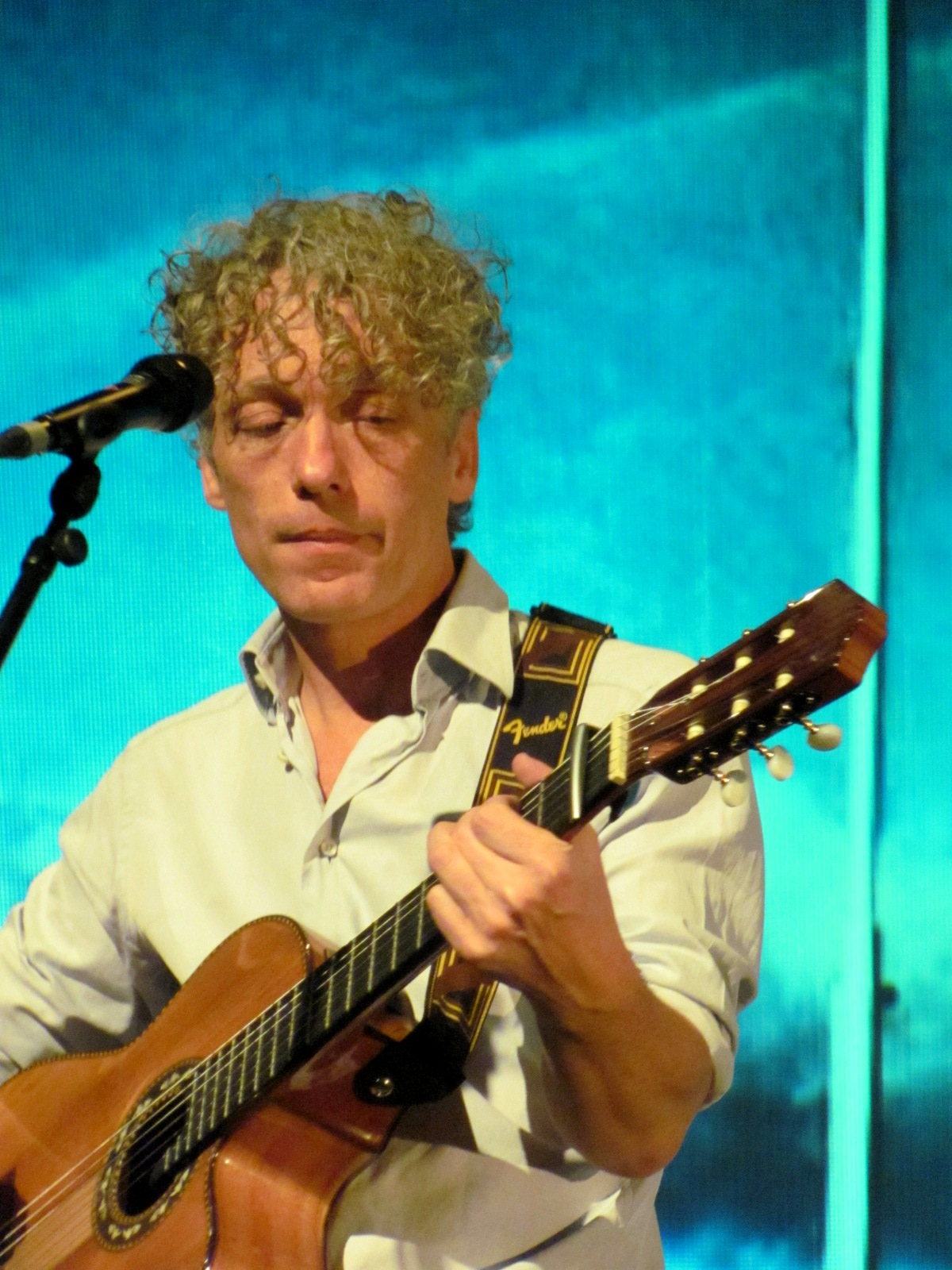
Erik de Jong in Wageningen, april 2011

Spinvis is de eenmansband van Erik de Jong (Spijkenisse, 2 februari 1961).

## Biografie
Erik de Jong is het tweede kind uit een gezin van vier kinderen. Zijn ouders waren beiden muzikant. Zijn vader Walter speelde gitaar en zijn moeder Sjaan hawaïgitaar en ukelele.
In 1976 kwam hij bij de punkband Blitzkrieg van zijn broer. Na verloop van tijd ging die band The Duds heten.

## Spinvis(2002)
Het in 2002 uitgekomen Lo-Fi-debuut laat werk horen dat Spinvis op een zolderkamertje in elkaar knutselde. Hij maakte daarbij vooral gebruik van computers, maar ook van allerlei andere attributen zoals fluitjes en pandeksels. De mix van eenvoudig klinkende maar zeer zorgvuldig gearrangeerde popmuziek en opzienbarende teksten levert een succesvol en opzienbarend cultalbum op. Smalfilm en Bagagedrager worden kleine hitjes.
Na het relatieve succes van zijn debuutplaat wilde De Jong zijn nummers ook live ten gehore brengen in theaters. Hiertoe vormt hij een liveband bestaande uit muzikanten van verschillende generaties (waaronder zijn vader Walter de Jong, acteur Hans Dagelet, VPRO-presentator Han Reiziger en Jan van Eerd), omdat hij op zijn eerste album ook samples uit verschillende periodes gebruikte. Een aantal livenummers wordt samen met wat overig materiaal verzameld op het tweede album, Nieuwegein aan zee.
In 2003 sloeg het toerbusje van de band, op weg naar een concert in Gent, over de kop, waarschijnlijk door blokkerende achterwielen. Gitarist Walter de Jong (de vader van Spinvis) liep daarbij een zware verwonding aan zijn arm op.
Begin 2004 won Spinvis een Zilveren Harp, een aanmoedigingsprijs voor aanstormend talent. Op 28 maart van dat jaar won Spinvis samen met cabaretière Lenette van Dongen de Annie M.G. Schmidt-prijs (onderscheiding voor het beste theaterlied) voor het door hem geschreven lied Voor ik vergeet. Ook in 2004 maakte hij met Bente Hamel, Ingmar Heytze en anderen het hoorspel op het album "Het hoofd van Ferdinand Cheval".

## Dagen van gras, dagen van stro(2005)
Eind 2005 verscheen het album Dagen van gras, dagen van stro. De arrangementen zijn duidelijk meer toegesneden op live-uitvoering met zijn band. Vooruitlopend op dit album had De Jong al vele nieuwe nummers gespeeld tijdens een uitgebreide theatertournee. Ook trad hij met band op voor de radio (o.a. VPRO, Studio Brussel).
Begin 2006 kwam van Dagen van gras, dagen van stro de single Ik wil alleen maar zwemmen uit. De single bevat verder een nieuw nummer, genaamd Op een ochtend in het heelal, en een aantal bonustracks. Ook begon De Jong samen met Simon Vinkenoog en Arjan Witte een project waarin Vinkenoog gedichten voorleest onder muzikale begeleiding van Spinvis en band; dit werd vastgelegd op de cd Ja!. Na dit album verscheen in augustus de nieuwe single Flamingo. Op deze single stonden twee nieuwe nummers (Wespen op de appeltaart en Dag 1). Ook zat er een dvd bij met materiaal van onder andere een optreden in Nighttown te Rotterdam.

## Goochelaars & geesten(2007)
Begin 2007 kreeg De Jong tijdens het Noorderslag festival de Popprijs, die jaarlijks uitgereikt wordt aan de artiest die dat afgelopen jaar de belangrijkste bijdrage aan de Nederlandse popmuziek geleverd heeft. Op 1 maart 2007 begon zijn nieuwe theatertournee, "Op een avond in het heelal", door heel Nederland met de zeven leden tellende liveband. Aan het begin van zijn tournee ging Spinvis voor vier dagen naar Zuid-Afrika om ook daar zijn nieuwe theatertournee te presenteren. Op 27 augustus verscheen het album Goochelaars & geesten, dat door De Jong omschreven werd als een gevonden album. Het bevat B-kantjes en curiositeiten. Het album is genoemd naar het nummer dat tijdens de Lotus Europa-tournee werd gebruikt als openingsnummer.
In 2010 won Spinvis de Johnny van Doornprijs, omdat hij volgens de jury met zijn teksten en muziek een 'prachtig muzikaal, talig en poëtisch oeuvre' heeft opgebouwd.
Ook waren er verschillende samenwerkingen. In 2008 werkte Spinvis weer samen met Simon Vinkenoog voor het album Ritmebox. Het werd ter gelegenheid van de tachtigste verjaardag van de dichter uitgegeven. Met Geike Arnaert vormde Erik de Jong daarnaast de groep Dorléac die in 2010 de muziek voor de film Adem componeerde. In het najaar van 2010 verscheen ook een dvd met de muziekfilm Lupo Thomas, een samenwerking tussen Hans Kok en Spinvis. Ten slotte werkte ook de klassieke musicus Ed Spanjaard, dirigent van het Limburgs Symfonie Orkest en het Nieuw Ensemble, samen met Spinvis.

## Tot ziens, Justine Keller(2011)
In het najaar van 2011 verscheen een nieuw album met de titel Tot ziens, Justine Keller. Ook verscheen er een versie van het album waarbij door tekenaar Hanco Kolk van elk nummer een strip is gemaakt. Veel van de nummers kwamen al voorbij in zijn theatershow "De Weerman" die in de loop van 2011 in theaters door heel Nederland speelde.
Begin 2013 werd bekendgemaakt dat Spinvis een album zou gaan maken met Rob de Nijs. Erik de Jong bekende tijdens het jubileumconcert van De Nijs in Carré dat hij al vijftien jaar een 'Rob-mapje' had met liedjes die hij voor de zanger heeft geschreven.
Van maart tot april 2013 was Spinvis als zogenoemde Cultural Professor verbonden aan de TU Delft voor het geven van een aantal masterclasses.

## Trein vuur dageraad (2017)
Op 28 april 2017 verscheen het vijfde album Trein vuur dageraad. In De Jongs woonplaats Nieuwegein werd in juli 2021 een muurschildering refererend aan het lied Tienduizend zwaluwen onthuld, als onderdeel van de serie Music & Murals.

## 7.6.9.6. (2020)
Op 2 oktober 2020 verscheen het album 7.6.9.6..Dit album behaalde de #1 positie in de albumlijst.

## Even tot hier (2024)
Op 14 december 2024 trad Spinvis op in het satirische televisieprogramma Even tot hier. Hij speelde een variant op zijn hit Ik wil alleen maar zwemmen, genaamd Het wordt alleen maar enger, met als onderwerp de angstcultuur die hedendaagse politici aanwakkeren. Het nummer behelst daarmee het tegendeel van het relaxte origineel. Hij werd begeleid door Saartje Van Camp op zingende zaag en achtergrondzang.

## Discografie

### Albums
| Album met eventuele hitnotering(en) in de Nederlandse Album Top 100 | Datum van verschijnen | Datum van binnenkomst | Hoogste positie | Aantal weken | Opmerkingen                                       |
| ------------------------------------------------------------------- | --------------------- | --------------------- | --------------- | ------------ | ------------------------------------------------- |
| Spinvis                                                             | 15-04-2002            | 04-05-2002            | 27              | 26           | Goud                                              |
| Nieuwegein aan zee                                                  | 01-12-2003            | 20-12-2003            | 54              | 8            | Goud / Livealbum                                  |
| Dagen van gras, dagen van stro                                      | 25-11-2005            | 03-12-2005            | 12              | 21           |                                                   |
| Ja!                                                                 | 10-03-2006            | -                     |                 |              | met Vinkenoog                                     |
| Goochelaars & geesten                                               | 24-08-2007            | 01-09-2007            | 4               | 10           |                                                   |
| Ritmebox                                                            | 14-07-2008            | 19-07-2008            | 77              | 2            | met Vinkenoog                                     |
| Tot ziens, Justine Keller                                           | 04-11-2011            | 12-11-2011            | 5               | 28           |                                                   |
| Kintsukuroi                                                         | 12-12-2014            |                       |                 |              | een gedanste opera van Spinvis & Saartje van Camp |
| Trein vuur dageraad                                                 | 28-04-2017            | 6-5-2017              | 5               | 13           |                                                   |
| 7.6.9.6.                                                            | 02-10-2020            | 10-10-2020            | 1               | 5            |                                                   |
| Be-bop-a-lula                                                       | 07-04-2023            | 15-04-2023            | 3               | 3            |                                                   |

| Album met hitnotering(en) in de Vlaamse Ultratop 200 albums | Datum van verschijnen | Datum van binnenkomst | Hoogste positie | Aantal weken | Opmerkingen |
| ----------------------------------------------------------- | --------------------- | --------------------- | --------------- | ------------ | ----------- |
| Dagen van gras, dagen van stro                              | 25-11-2005            | 10-12-2005            | 49              | 10           |             |
| Goochelaars & geesten                                       | 24-08-2007            | 08-09-2007            | 19              | 7            |             |
| Tot ziens, Justine Keller                                   | 04-11-2011            | 12-11-2011            | 28              | 18           |             |
| Trein vuur dageraad                                         | 28-04-2017            | 6-5-2017              | 5               | 27           |             |
| 7.6.9.6.                                                    | 02-10-2020            | 10-10-2020            | 8               | 7            |             |
| Spinvis                                                     | 15-04-2002            | 30-01-2021            | 159             | 1            |             |
| Be-Bop-A-Lula                                               | 07-04-2023            | 15-04-2023            | 13              | 5            |             |

### Singles
| Single met eventuele hitnotering(en) in de Nederlandse Top 40 | Datum van verschijnen | Datum van binnenkomst | Hoogste positie | Aantal weken | Opmerkingen                 |
| ------------------------------------------------------------- | --------------------- | --------------------- | --------------- | ------------ | --------------------------- |
| Smalfilm                                                      | 15-04-2002            | -                     |                 |              | Nr. 95 in de Single Top 100 |
| Voor ik vergeet                                               | 01-07-2002            | -                     |                 |              |                             |
| Bagagedrager                                                  | 03-07-2003            | 25-01-2003            | tip20           | -            | Nr. 75 in de Single Top 100 |
| Het voordeel van video                                        | 07-11-2005            | -                     |                 |              | Nr. 60 in de Single Top 100 |
| Ik wil alleen maar zwemmen                                    | 23-01-2006            | -                     |                 |              | Nr. 91 in de Single Top 100 |
| Flamingo                                                      | 14-08-2006            | -                     |                 |              |                             |
| Oostende                                                      | 03-10-2011            | -                     |                 |              |                             |
| Kom terug                                                     | 12-12-2011            | -                     |                 |              | Nr. 77 in de Single Top 100 |

| Single met hitnotering(en) in de Vlaamse Ultratop 50 | Datum van verschijnen | Datum van binnenkomst | Hoogste positie | Aantal weken | Opmerkingen |
| ---------------------------------------------------- | --------------------- | --------------------- | --------------- | ------------ | ----------- |
| Oostende                                             | 03-10-2011            | 29-10-2011            | tip36           | -            |             |
| Kom terug                                            | 12-12-2011            | 14-01-2012            | tip57           | -            |             |
| Ronnie knipt zijn haar                               | 12-03-2012            | 07-04-2012            | tip55           | -            |             |

### NPO Radio 2 Top 2000
| Nummers met noteringen in de NPO Radio 2 Top 2000 | '07 | '08 | '09  | '10  | '11 | '12 | '13 | '14 | '15  | '16  | '17  | '18  | '19  | '20  | '21  | '22  | '23  | '24  |
| ------------------------------------------------- | --- | --- | ---- | ---- | --- | --- | --- | --- | ---- | ---- | ---- | ---- | ---- | ---- | ---- | ---- | ---- | ---- |
| Bagagedrager                                      | -   | -   | -    | -    | -   | -   | -   | -   | -    | 1619 | 1267 | 1809 | 1653 | 1629 | 1662 | 1811 | 1390 | 1462 |
| Ik wil alleen maar zwemmen                        | -   | -   | -    | -    | -   | -   | -   | -   | -    | -    | -    | -    | -    | -    | -    | -    | -    | 1984 |
| Kom terug                                         | ×   | ×   | ×    | ×    | -   | -   | -   | -   | -    | -    | 1153 | 819  | 696  | 676  | 595  | 546  | 506  | 465  |
| Voor ik vergeet                                   | 849 | -   | 1012 | 1082 | 769 | 717 | 740 | 974 | 1062 | 1546 | 1356 | -    | -    | -    | -    | -    | -    | 1819 |

1. ↑  Een '-' betekent dat het nummer niet was genoteerd, een '×' betekent dat het nummer nog niet was uitgebracht en een vetgedrukt getal geeft de hoogste notering van een nummer aan.
2. ↑  2007 was het eerste jaar met een notering voor Spinvis.

### Overig
Naast de eenmansband Spinvis was De Jong ook deel van Dorléac, Judy Nylon en Hi Jinx. Zijn discografie hier bestaat uit:
Dorléac
- Dorléac

Hi Jinx
- Hi Jinx
- Too Late
- The Streamlining Song

Judy Nylon
- This Is a Feedback Page
- Sweet Punishment

### Prijzen
- 2003 - Annie M.G. Schmidtprijs (samen met Lenette van Dongen)
- 2004 - Zilveren Harp
- 2006 - Popprijs
- 2010 - Johnny van Doornprijs
- 2023 - Lennaert Nijgh Prijs